# Dracophyllum oceanicum
Dracophyllum oceanicum là một loài thực vật có hoa trong họ Thạch nam. Loài này được E.A.Br. & Streiber mô tả khoa học đầu tiên năm 1999.

## Hình ảnh

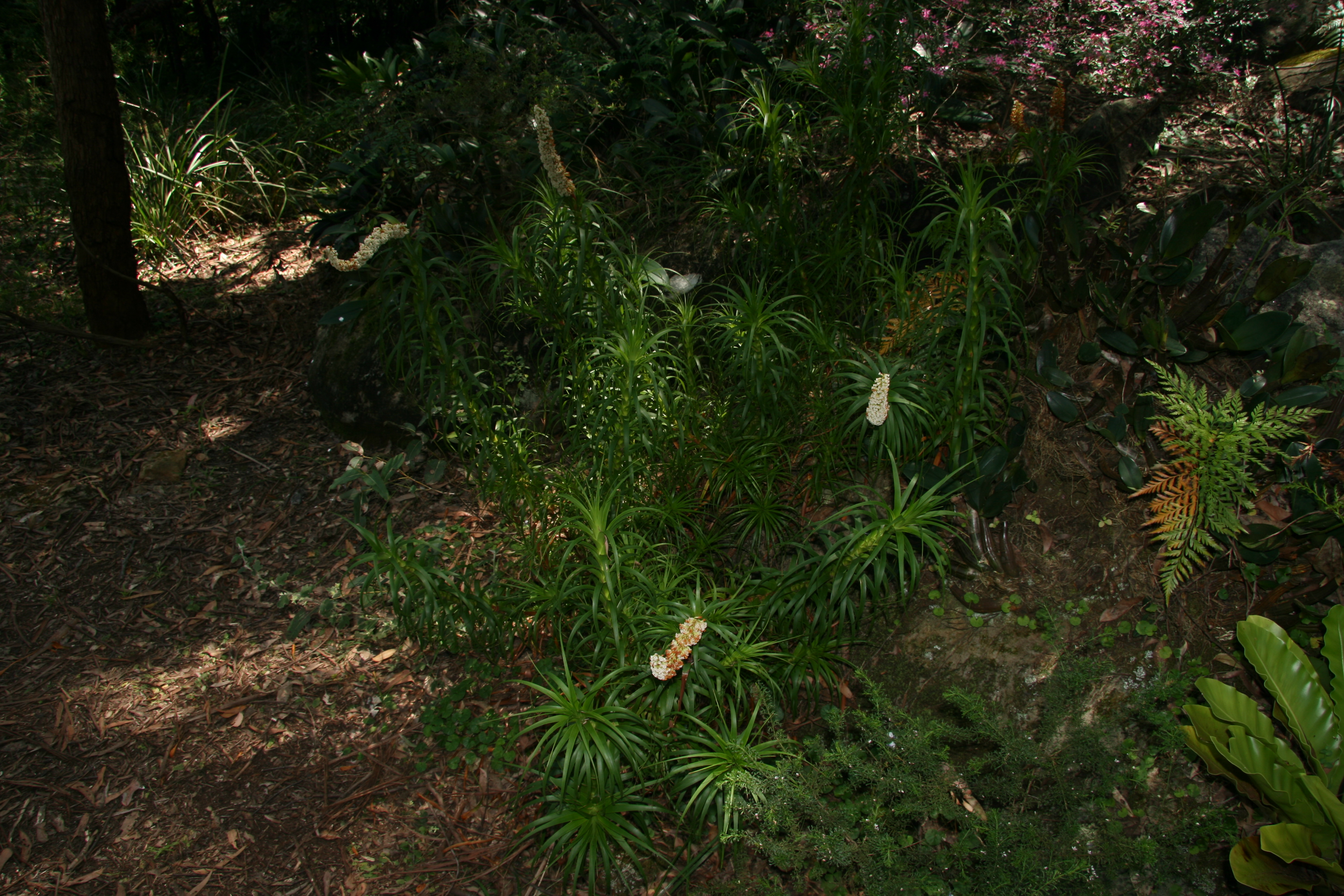